# Dennis van der Geest
Dennis van der Geest, född den 27 juni 1975 i Haarlem i Nederländerna, är en nederländsk judoutövare.
Han tog OS-brons i herrarnas tungvikt i samband med de olympiska judotävlingarna 2004 i Aten.